# Hipposideros halophyllus
Hipposideros halophyllus là một loài dơi trong họ Dơi nếp mũi. Nó là loài đặc hữu Thái Lan.